# 農業女子プロジェクト
農業女子プロジェクト（のうぎょうじょしプロジェクト）は、日本の農林水産省が女性農業者の能力を社会に活かす、新規参入の若手女性の就農者を増加させることを目的として2013年にスタートさせたプロジェクトの名称。

## 概要
女性農業者の「知恵を企業のノウハウと結びつけ、新たな商品やサービスを生み出す」、「農業で活躍する女性の姿を広く情報発信し、社会での存在感を高める」、「職業として農業を選択する若手女性の増加を図る」といったことを目的としたプロジェクトが企画された。このとき、女性農業者に対する呼称として「農業女子」も提案される。
他の補助金事業と異なって、企画広告費を除いて、特段の予算措置がとられない「軽量級」のプロジェクトであることも特徴である。

## 経緯
2012年6月に野田内閣が「女性の活躍促進による経済活性化行動計画〜働く『なでしこ』大作戦」を策定する。野田内閣は同年12月に政権交代となったが、続く第2次安倍内閣でも2013年6月に発表した日本再興戦略で「女性の活躍」の推進方針は継続された。
博報堂勤務で、2012年10月から2014年9月の間は農林水産省の就農・女性課に出向していた勝又多喜子は、経営局長から女性や新規就農などのテーマに沿った新しい提案を求められた。勝又は、農業現場や役所の会合を通じて、農業生産者として以外の雑談や悩み、女性としての悩み、母親としての悩み、仕事以外の悩み、といったものが多い傾向を感じ取っていたことから、女性農業者がアイデアを出し、企業が資金を出して新しい商品やサービスを生み出す、というプロジェクトを考案した。
2013年11月に、農業女子37人、企業12社でスタートし、2015年10月時点では農業女子は全47都道府県から366人、参加企業は21社と増加している。

## 農業女子とは
全国で農業（作物も畜産、野菜、米など多様）に従事している女性たちのことで
- 目指していること、志がある魅力的なひと
- 評論家ではなく、自分たちが本当に作っているひと

を農業女子と称する。

## 農業女子に期待する内容
農業女子が持つ生産力、知恵力、市場力を企業とコラボすることで可能性を広げたい
- 生産力といっても生産・加工・サービスと多様な姿がある
  - （生産）おいしくて安全な農作物づくりで家族に食べさせたいものをつくりたい
  - （加工）生産物の良さを活かした加工食品の開発、新しい食べ方を知ってほしい
  - （サービス）農業体験により、農業の楽しさを提供したい

- 仕事や生活を通して農業女子ならではの知恵。例えば日焼けや手荒れ対策が必須なため強力な日焼け止めや手荒れ防止クリームなど
- マーケットとして魅力ある潜在市場。プロジェクト当初の平成24年度の農業就業人口男女割合で51%が女性（128.4万人）

## 本プロジェクトから誕生した商品例

### 農作業用機械
農作業用機械や設備は、就農者の比率では女性も半数近いにもかかわらず、男性目線で開発されていた商品が多かった。そこで女性ユーザーの視点を取り入れることでビジネスチャンスを見出し、いくつもの商品が開発、販売された。
- 軽トラック「ハイゼットトラック 農業女子パック」（ダイハツ工業）
  - 車体色はカラフルな全8色のラインナップ
  - 日焼け防止のための紫外線カットガラスの採用。
  - サンバイザーに鏡をつける
- 仮設トイレ（レンタルのニッケン）
  - 休憩や着替えスペースなども備える。
- トラクター「しろプチ Z15特別仕様」（井関農機）
  - 日焼けしないサンバイザー。
  - 乗り心地の良いサスペンションシートで長時間の乗車も楽。
  - 大型グリップや補助ステップを装備しており乗り降りが楽。
  - 機体色は既存製品にはなかった白色。
- 小型耕運機「ちょこプチ KM17/27/KCR605」（井関農機）
  - イラスト付のエンジン始動手順ラベルを見て番号順に行うことで簡単にエンジンをスタートできるエンジン始動表示ラベルの採用。
  - スマートフォン等でQRコードを読み込むことで、操作方法やメンテナンス方法を、動画でいつでも確認することができる動画取説ガイドに対応。
  - 機体色は既存製品になかったグレージュ（グレー×ベージュ）。

### 農業女子の生活支援
- 下着（ワコール）[4]
  - 吸汗性に優れた素材。
  - 動きやすい構造。
  - 介護現場などでの活用も期待されている。
- 服（ベルメゾン）[5]
  - ポケットの大きさ、位置を使い勝手の良さと動きやすさを重視してデザイン。
  - 洗濯に強い素材。
- 住宅（東洋ハウジング）[6]
  - 農作業と家事や育児の両立がコンセプト。